# Іньїго Мендес де Віго
Іньїго Мендес де Віго (ісп. Íñigo Méndez de Vigo; нар. 21 січня 1956, Тетуан, Марокко) — іспанський політик і міністр з європейських справ в іспанському уряді з грудня 2011 року.
З 1992 року представляв іспанську Народну партію як депутат Європейського парламенту і нині є членом Бюро Європейської народної партії. У 2009 році він був призначений президентом Адміністративної ради Коледжу Європи.

## Біографія
Народився в Марокко, приходить з аристократичної сім'ї, має звання барона. У 1978 році він отримав ступінь бакалавра в галузі права Університету Комплутенсе в Мадриді, після чого він працював юридичним консультантом Генеральних кортесів. Він вчив конституційне (1981–1984) та суспільне (1989–1991) право у своїй альма-матер. Очолював кафедру європейських інститутів Програми Жана Моне (1999–2004).
Брав участь у розробці Хартії основних прав Європейського Союзу.